# Picco del Jaraguá
Il picco del Jaraguá è il rilievo più elevato della città di San Paolo del Brasile. La sua cima, culminante a 1 135 metri sul livello del mare, fa parte della catena montuosa chiamata Serra da Cantareira.

## Storia
Nel 1580 Afonso Sardinha, il primo europeo a stabilirsi nella zona, vi trovò l'oro. Quest'ultimo, tuttavia, non poté essere sfruttato se non 10 anni più tardi a causa della presenza di indigeni che si dimostrarono ostili nei confronti degli europei. I giacimenti auriferi si esauriranno, tuttavia, già nel XIX secolo.
Nel 1994 il parco statale del Jaraguá, all'interno del quale il picco è situato, fu dichiarato patrimonio dell'umanità dall'UNESCO.